# Poule de Polverara
Le poule de Polverara, ou poule de Schiatta, est une race ancienne de poule originaire de Vénétie dans l'aire de Polverara (province de Padoue).

## Histoire
La poule de Polverara prend son nom de Polverara, bourgade de la région rurale de la Saccisica en Vénétie. Son histoire ancienne est imprécise, ainsi que ses rapports avec la race padoue (au plumage et à la huppe caractéristiques). La polverara est une volaille plus grande, avec une huppe plus petite et surtout une barbe. L'on ne sait pas si la padoue dérive de la polverara, ou bien si la polverara dérive de la padoue.
Au moins deux sources traitent de poules à huppe du temps des Romains, il s'agit de deux statuettes en marbre de poules huppées, conservées à la Sala degli Animali du musée du Vatican, issues de la collection d'Alessandro Ghigi (acquises en 1927) et datant du premier ou du deuxième siècle av. J.-C.; de plus un crâne de poulet, trouvé en Angleterre à West Hill, près d'Uley dans le Gloucestershire, montre la hernie cérébrale caractéristique d'une race huppée et date du IVe siècle.
La première mention écrite de la poule de polverara est de Bernardino Scardeone (1478-1554) qui écrit de la Saccisica : « Cette région est... fameuse pour l'abondance de ses poulets d'une taille remarquable, en particulier dans le village de Polverara ». Alessandro Tassoni (1565-1635), dans sa parodie de poème héroïque, La Secchia Rapita (1622), évoque « ... Polverara, qui est le royaume des coqs ».
Un tableau de Giovanni Agostino Cassana (1658-1720) conservé aux Musei Civici degli Eremitani de Padoue, montre une femme filant dans un paysage rural, entourée d'animaux domestiques, dont une poule blanche huppée qui ressemble fort à une poule de race polverara.
À la fin du XIXe siècle, la race est en déclin, car il y a trop de mélanges avec d'autres races. Malgré les efforts d'éleveurs de préserver cette race, et malgré l'institution en 1925 de la part de la commune de Polverara d'un prix annuel de 300 lires attribué au meilleur éleveur, la chute numérique se poursuit tout au long du XXe siècle. Cette race rustique, qui ne s'adapte pas aux exigences de l'élevage intensif prôné à partir des années 1950, tombe à moins de dix sujets, jusqu'à ce que dans les années 1980 des éleveurs fassent tout leur possible pour la reconstituer. Le pionnier en la matière est un éleveur du nom de Bruno Rossetto, qui pendant cinquante ans reconstitue la race grâce à des sujets acquis en 1954. Elle finit par être inscrite en 1996 au standard officiel de la Federazione Italiana Associazioni Avicole, qui a autorité sur l'élevage de volaille en Italie. De plus, cette race est placée maintenant sous la protection de la Communauté européenne.
Cependant les effectifs demeurent peu nombreux. Une étude publiée en 2007 recensait alors environ 1 200 sujets dont 300 coqs.

## Caractéristiques
Seules deux couleurs sont reconnues pour la polverara : le blanc et le noir. La variété noire est d'un noir profond avec des reflets vert foncé; les pattes sont couleur d'ardoise verdâtre, le bec est foncé avec des lignes noires. La variété blanche est d'un blanc pur, avec des pattes vert pâle et un bec jaune rosâtre. Sa peau est blanche.
La huppe est petite et bien droite, la crête est très réduite avec des petites dents en forme de V. Cette race est huppée avec une barbe et des favoris. Les caroncules sont petites, les oreillons moyens et de couleur blanche. Les coqs pèsent entre 2,5 et 2,8 kg, les poules entre 1,8 et 2,1 kg. Les coquilles d'œufs sont blanchâtres et pèsent au moins 50g. Le diamètre des bagues est de 18 mm pour les coqs et de 16 mm pour les poules.

## Élevage
La polverara est une race à deux fins. Elle apprécie l'élevage à l'air libre et s'adapte difficilement au confinement. Elle aime se percher dans les branches. Les coqs peuvent atteindre facilement 3 kg. les poules pondent au moins 150 œufs par an, mais sont de piètres couveuses. C'est pourquoi il est nécessaire à cet effet de prévoir une poule (ou une dinde) couveuse d'une autre race, ou bien un incubateur. Sa chair est plus foncée que celle d'autres races, elle est délicate et savoureuse.